# Флавий Тавър
Флавий Тавър (на латински: Flavius Taurus) e политик на Римската империя през 4 век.

## Биография
През 355 – 361 г. той е преториански префект на Италия и Африка и става patricius. През 361 Флавий Тавър е консул заедно с Флавий Флоренций.
Тавър е баща на Флавий Евтихиан (консул 398 г.) и Флавий Аврелиан (консул 400 г.).